# Florencia (Cuba)
Florencia es un municipio situado en la parte norte de la provincia de Ciego de Ávila que cuenta con ricas tradiciones culturales y es conocido por sus hermosos paisajes, tanto es así que es denominado en la provincia como el municipio de los bellos paisajes.

## Historia
Fue fundado en 1926, su fundación se sucedió debido a la construcción del ferrocarril, hoy actual trayecto Santa Clara-Esmeralda (Camagüey). A seis kilómetros del municipio de Florencia se encuentra una localidad nombrada Boquerón por donde cruzó el comandante Camilo Cienfuegos con su columna en la invasión de Oriente a Occidente llevada a cabo por el Ejército Rebelde. Fue el primer municipio liberado de la antigua provincia de Camagüey por el Ejército Rebelde el 14 de diciembre de 1958.

## Economía
El municipio cuenta con fuertes sectores que favorecen la economía, estos son:
- Fábrica de conservas

Es una industria que produce todo el año, sus productos están asociados principalmente a las materias primas disponibles según la etapa del año ejemplo compotas, salsas, curtidos, dulces entre otros productos, los cuales poseen una elevada calidad debido al excelente trabajo realizado por sus trabajadores. 
- Escogidas de Tabaco

En el municipio existe una fuerte cultura por la producción del tabaco tanto es así que se encuentra entre los mayores productores debido a esto es que surge la Escogida de Tabaco, esta es una industria encargada de la escogida, empaque y la comerzialización del tabaco cosechado en el municipio la cual garantiza grandes aportes a la economía del municipio.
- Fábrica de harina de trigo

En este municipio se encuentra una de las pocas fábricas de harina de trigo que existen en el país, allí se produce regularmente la harina de trigo también conocida por el argot popular como gofio. 
- Pesquera

Como consecuencia de la creación del embalse '14 de diciembre' el cual recibe este nombre pues es la fecha en que es liberado el municipio de Florencia por el Ejército Rebelde, existe la industria pesquera la cual hace grande aportes a la economía del municipio y el país por el cumplimiento de capturas anuales de peces.

## Salud
El municipio cuenta con un excelente sistema de salud el cual incluye un hospital, un policlínico integral, un área de fisioterapia, una central de ambulancias la cual está a servicio las 24 horas así como una serie de consultorios en diferentes zonas del municipio, el municipio también cuenta con una clínica dental la cual brinda servicios de urgencias a la población así como atención por turnos. Además en la localidad de Tamarindo perteneciente al municipio la cual se encuentra a 14 kilómetros aproximadamente de Florencia existen también buenos servicios de salud allí se cuenta con un hospital el cual sufrió grandes cambios de renovación hace pocos años.

## Educación
En el ámbito de la educación cuenta con un centro de enseñanza secundaria, dos centros de enseñanza primaria así como un centro de enseñanza preuniversitaria, en este preuniversitario radican principalmente estudiantes de zonas rurales aledañas al municipio los cuales presentan dificultades para asistir a otros centros debido a la lejanía, estos son beneficiados por el sistema de educación municipal.En el municipio además existe un Círculo infantil el cual está destinado para la educación de los niños menores de 5 años donde se le brinda una excelente atención tanto en sus primeros pasos en la educación, así como en la salud y bienestar de los niños.

## Tradiciones Culturales
El municipio en general cuenta con grandes tradiciones culturales se extienden a lo largo de lo años de generación en generación basadas principalmente en el folklore campesino. Desde hace muchos años también tanto en el municipio de Florencia como en la localidad de Tamarindo se han desarrollado gran variedad de Fiestas Tradicionales y Populares como por ejemplo:
- Fiestas del `14 de diciembre´ son los conocidos carnavales de Florencia.
- Fiestas del `28 de enero´ conocido por los carnavales de Tamarindo.
- Fiestas de Los Pinos en Florencia.

Comentando un poco a cerca de la Fiestas de los Pinos podemos decir que es una fiesta de gran tradición en Florencia. Consiste en una gran competencia entre todos los centros de trabajo, que se apoderan del paseo de los Pinos, donde cada centro laboral adorna y decora su pino según las labores diarias que en dicho centro se realizan. El decorado del pino identifica totalmente el centro de trabajo. Esto se convierte en una gran fiesta en Florencia, donde todo el pueblo sale a las calles a presenciar las iniciativas que lleva cada centro laboral y espera ansioso el veredicto de los jueces de cual es el pino que obtiene la premiación al mejor pino decorado.